# NGC 1178
NGC 1178 is een ster in het sterrenbeeld Perseus. Het hemelobject werd op 17 december 1884 ontdekt door de Franse astronoom Guillaume Bigourdan.